# Hypenetes greatheadi
Hypenetes greatheadi là một loài ruồi trong họ Asilidae. Hypenetes greatheadi được Oldroyd miêu tả năm 1974. Loài này phân bố ở vùng nhiệt đới châu Phi.